# Stazione di Cagliari Centro Commerciale
Stazione di Cagliari Centro Commerciale 2008-ban bezárt vasútállomás Olaszországban, Szardínia régióban, Cagliari településen.

## Vasútvonalak
Az állomást az alábbi vasútvonalak érintették:
- Cagliari–Isili-vasútvonal
- Cagliari könnyűvasút

## Kapcsolódó állomások
A vasútállomáshoz az alábbi állomások vannak a legközelebb: 
- Stazione di Cagliari Via Vesalio (Stazione di Cagliari Piazza Repubblica)